# Badmintonmeisterschaft von Sarawak
Badmintonmeisterschaften von Sarawak sind für die Jahre 1958 und 1959 dokumentiert. In dieser Zeit war Sarawak ein eigenes nationales Gebilde mit eigenem nationalen Badmintonverband, welcher auch Mitglied des Badmintonweltverbandes IBF war. Mit dem Anschluss an Malaysia 1963 wurden die Titelkämpfe zu Meisterschaften des Bundesstaates Sarawak.

## Sieger
| Jahr | Herreneinzel   | Dameneinzel | Herrendoppel                  | Damendoppel              | Mixed                      |
| ---- | -------------- | ----------- | ----------------------------- | ------------------------ | -------------------------- |
| 1958 | Lim Khiok Seng | Jeannie Sim | Siem Leng Siew Lim Khiok Seng | Mary Ong Thelma G. Baird | Pitani Manan Jeannie Sim   |
| 1959 | Lim Khiok Seng | Jeannie Sim | Lim Ee Chiat Kho Kui Leong    | Shirley Sim Jeannie Sim  | Lim Khiok Seng Jeannie Sim |